# Kongphop Phangla
Kongphop Phangla (thailändisch ก้องภพ พันธ์กล้า; * 9. Oktober 2005) ist ein thailändischer Fußballspieler.

## Karriere
Kongphop Phangla erlernte das Fußballspielen in der Jugend von Bangkok United und dem FC Bangsaotong. Seinen ersten Vertrag unterschrieb er Anfang Juli 2024 beim Zweitligisten Samut Prakan City FC. Sein Zweitligadebüt gab Phangla am 26. Oktober 2024 (10. Spieltag) im Heimspiel gegen Pattaya United FC. Bei dem 0:0-Unentschieden wurde er in der 83. Minute für den Kameruner Abbo Bouba eingewechselt. Nach sechs Zweitligaspielen wurde sein Vertrag im Januar 2025 nicht verlängert.